# Chiloscyllium caeruleopunctatum
Chiloscyllium caeruleopunctatum är en hajart som beskrevs av Pellegrin 1914. Chiloscyllium caeruleopunctatum ingår i släktet Chiloscyllium och familjen Hemiscylliidae. Inga underarter finns listade i Catalogue of Life.